# Bletxepsin
Bletxepsin - Блечепсин (rus) - és un poble (un aül) de la República d'Adiguèsia, a Rússia. Es troba a la vora del riu Txokhrak, a 8,5 km al nord-oest de Koixekhabl i a 38 km al nord-est de Maikop, la capital de la república.